# Heterospilus chinensis
Heterospilus chinensis är en stekelart som beskrevs av Chen och Shi 2004. Heterospilus chinensis ingår i släktet Heterospilus och familjen bracksteklar. Inga underarter finns listade i Catalogue of Life.